# テトラサイクリン
テトラサイクリンはテトラサイクリン系に属する抗菌薬である。内服薬はアクロマイシンVカプセル、軟膏はアクロマイシンの製品名でサンファーマ製造販売。数種の放線菌から産生された広範囲抗菌性抗生物質。黄色結晶、無臭。塩酸塩（塩酸テトラサイクリン）は黄色結晶性粉末。

## 薬理
30Sリボゾームサブユニットに作用し、蛋白合成初期複合体の形成を阻害する。
カエル・ウサギの摘出心臓細胞に対して1µg/mLで抑制を示し、ウサギに対し0.05mg/mLで心電図は徐波を示す。ウサギの摘出腸管細胞に対して100µg/mLで亢進を示す。ウサギの血管灌流は10µg/mLで収縮を示す。ウサギに対し0.5mg/kgで血圧低下と呼吸増加を示す。ウサギに対し0.1mg/kgで中枢神経が痙攣を示す。

## 効能・効果
- ＜適応菌種＞
  - テトラサイクリンに感性のブドウ球菌属、レンサ球菌属、肺炎球菌、腸球菌属、淋菌、炭疽菌、大腸菌、クレブシエラ属、プロテウス属、モルガネラ・モルガニー、プロビデンシア属、インフルエンザ菌、軟性下疳菌、百日咳菌、ブルセラ属、野兎病菌、ガス壊疽菌群、回帰熱ボレリア、ワイル病レプトスピラ、リケッチア属、クラミジア属、肺炎マイコプラズマ（マイコプラズマ・ニューモニエ）

- ＜適応症＞
  - 表在性皮膚感染症、深在性皮膚感染症、リンパ管・リンパ節炎、慢性膿皮症、乳腺炎、骨髄炎、咽頭・喉頭炎、扁桃炎、急性気管支炎、肺炎、肺膿瘍、慢性呼吸器病変の二次感染、膀胱炎、腎盂腎炎、尿道炎、淋菌感染症、軟性下疳、性病性（鼠径）リンパ肉芽腫、子宮内感染、脳膿瘍、涙嚢炎、外耳炎、中耳炎、副鼻腔炎、歯周組織炎、猩紅熱、炭疽、ブルセラ症、百日咳、野兎病、ガス壊疽、回帰熱、ワイル病、発疹チフス、発疹熱、つつが虫病

上記のブドウ球菌・肺炎球菌などのグラム陽性菌、赤痢菌・大腸菌などのグラム陰性菌、リケッチア・クラミジアなどの感染症に適用。

## 副作用
菌交代症、胃腸障害、光線過敏症などが挙げられる。
長期間使用した場合、消化管障害あるいはビタミンKやビタミンB群欠乏に注意する必要がある。
経時変化によって変質したテトラサイクリンを使用した場合、ファンコーニ症候群の原因になることがある。
従来、乳幼児・小児期には歯牙黄染をきたすため禁忌とされていたが、研究の結果、歯牙黄染がみられなかったため、この添付文書記載を見直す提言がなされている。（歯牙黄染が見られなかったとの報告は、テトラサイクリンではなく、ドキシサイクリンである。）